# Park Ri-ki
Park Ri-ki (sinh ngày 18 tháng 7 năm 1992 ở Osaka) là một cầu thủ bóng đá người Hàn Quốc. Anh thi đấu cho FC Ryukyu.

## Thống kê câu lạc bộ
Cập nhật đến ngày 23 tháng 2 năm 2018.
| Thành tích câu lạc bộ | Thành tích câu lạc bộ | Thành tích câu lạc bộ | Giải vô địch | Giải vô địch | Cúp                   | Cúp                   | Tổng cộng | Tổng cộng |
| Mùa giải              | Câu lạc bộ            | Giải vô địch          | Số trận      | Bàn thắng    | Số trận               | Bàn thắng             | Số trận   | Bàn thắng |
| Nhật Bản              | Nhật Bản              | Nhật Bản              | Giải vô địch | Giải vô địch | Cúp Hoàng đế Nhật Bản | Cúp Hoàng đế Nhật Bản | Tổng cộng | Tổng cộng |
| --------------------- | --------------------- | --------------------- | ------------ | ------------ | --------------------- | --------------------- | --------- | --------- |
| 2015                  | FC Ryukyu             | J3 League             | 17           | 2            | 1                     | 0                     | 18        | 2         |
| 2016                  | FC Ryukyu             | J3 League             | 24           | 4            | 2                     | 0                     | 26        | 4         |
| 2017                  | FC Ryukyu             | J3 League             | 26           | 3            | 0                     | 0                     | 26        | 3         |
| Tổng                  | Tổng                  | Tổng                  | 67           | 9            | 3                     | 0                     | 70        | 9         |